# 카이도 미나미
카이도 미나미(일본어: 海藤 みなみ, 한국명:정바다)는 토에이 애니메이션 제작의 애니메이션《Go! 프린세스 프리큐어》에 등장하는 가공의 인물이다. 애니메이션에서 목소리를 연기한 성우는 일본판은 아사노 마스미, 한국판은 윤은서이다.

## 프로필
※ 일본판 / 한국판 順
| 카이도 미나미 / 정바다 | 카이도 미나미 / 정바다                                                    |
| ---------------------- | ------------------------------------------------------------------------- |
| 성별                   | 여자                                                                      |
| 생일                   | 7월 20일                                                                  |
| 별자리                 | 게자리                                                                    |
| 신분                   | 학생                                                                      |
| 소속                   | 성 노블학원 학생회장                                                      |
| 가족관계               | 아버지(카이도 츠카사),어머니(카이도 마스미), 오빠(카이도 와타루 / 정하늘) |
| 변신명                 | 큐어 머메이드(Cure Mermaid)                                               |
| 퍼스널 컬러            | 파란색                                                                    |
| 속성                   | 물(바다)                                                                  |
| 등장 프리큐어 시리즈   | Go! 프린세스 프리큐어                                                     |

## 인물소개
성 노블학원 중등부 2학년생으로 하루노 하루카의 선배이다.
대부호 카이도 가문의 영애로 화려하고 기품넘치는 미모에 공부도 스포츠도 만능에 학생회장도 맡고있어 후배들로부터 "학원의 프린세스로" 불리며 귀감이 되어 선망과 존경을 한몸에 받고있다. 
책임감이 강하고 매우 무뚝뚝하고 섹시한 성격으로 가끔 엄한 면도 보이기도하지만 기본적으로 바다같이 넓은 마음의 소유자로 배려심 넘치는 따뜻하고 상냥한 언니이다. 다른 사람의 도움이 되는 훌륭한 사람이 되고 싶다고 생각한다. 
어떤 상황에도 매우 당황하지 않거나 부잣집 영애라서 서민문화에 생소해하는 순수한 면도 보인다.
다가가기 어려운 위엄있는 인상 때문에 다른 학생들이 자신을 대하기 어려워하는 것에 내심 약간 쓸쓸함을 느끼며 그런 자신에게 처음으로 친근하게 대해준 하루카, 키라라에게 진심으로 고마움을 느낀다. 이후 이전보다 딱딱한 성격을 조금 풀고 후배들과도 절친한 친구처럼 편하게 대한다. 
하루카가 큐어 플로라로 변신하는 모습을 목격하였으며 큐어 플로라가 하루카라는 것을 알아챘고 클로즈 앞에서 학생회장으로서 단호히 학생을 지키겠다는 사명을 가진다고 하였을 때 드레스업 키가 빛나게 되면서 바다의 프리큐어 큐어 머메이드로 각성한다.  
완벽해보이는 그녀에게도 약점이 하나있는데 어린시절 담력시험 때 유령으로 분장한 친구의 모습에 놀라서 싫어하는 것이 유령을 굉장히 무서워한다.
좋아하는 것은 홍차.

## 큐어 머메이드
"맑고 투명한 바다의 프린세스! 큐어 머메이드!!"
(일본어: 澄みわたる海のプリンセス!キュアマーメイド!! )
바다의 프리큐어로 변신한 모습. 이미지 색은 파란색. 모티브는 인어.
특징
청록색 장발에서 민트색과 파란색이 조화된 풍성한 웨이브 헤어스타일로 변한다. 옷은 다른 프리큐어들과 달리 치마폭이 좁다. 배꼽이 들어나는 파란색 드레스를 입고 있다. 또한 역대 파란색 프리큐어들 중 가장 파란색이 많이 사용된다.
전투 스타일
바다의 프리큐어답게 수중전에서 강하다.

### 기술

#### 변신용 드레스 업 키
- 모드 엘레강트

#### 엘레강트 드레스 업 키
- 모드 엘레강트
- 모드 엘레강트 버블

#### 미라클 드레스 업 키
- 프리미엄 드레스 산호

#### 프리미엄 드레스 업 키
- 프리미엄 드레스 산호

#### 그랑 프린세스 키
- 그랑 프린세스